# 殿内
殿内（とぅんち）は、琉球士族の内、総地頭職にある親方家を指す尊称。広義には脇地頭家にも用いる。王族である御殿の下に位置し、高い格式を誇る家柄である。御殿と一括して御殿殿内（うどぅんとぅんち）と呼ばれ、大名方とも呼ばれた。

## 概要
殿内は、もともとは御殿と同じように親方家の邸宅を指す言葉である。ここから転じて、親方家のことを「……殿内」と呼ぶようになった。この場合、濁音化してドゥンチと発音する。例えば、小禄殿内（おろくどぅんち）の如くである。また、首里以外ではトヌチとも呼ばれた。
殿内は脇地頭職にある親方家にも用いられたが、この場合大名方とは呼ばれない。また、同じ脇地頭職でも親方の下の親雲上（ペークミー）家や領地は有しないが格式のある士家に対しても、殿内と敬称する場合があった。他に首里三平等の神殿である首里殿内や地方のノロ殿内のように、格式のある宗教施設にも殿内の呼称が用いられた。ほかに八重山頭（かしら）職にあった宮良殿内や伊是名島の夫地頭職にあった銘苅殿内のように、地方の名家（必ずしも士族と限らない）に対しても殿内の呼称を使う場合があった。

## 総地頭家

### 国頭方（国頭郡）
- 向氏大宜見殿内（大宜味間切）
- 毛氏池城殿内（羽地間切）
- 向氏譜久山殿内（今帰仁間切）
- 毛氏伊野波殿内（本部間切）
- 程氏名護殿内（名護間切）
- 向氏仲田殿内（久志間切）
- 馬氏上間殿内（金武間切）
- 毛氏佐渡山殿内（恩納間切）
- 向氏伊江殿内（伊江島）

### 中頭方（中頭郡）
- 向氏具志川殿内（具志川間切）
- 毛氏美里殿内（美里間切）
- 毛氏亀川殿内（与那城間切）
- 毛氏勝連殿内（勝連間切）
- 向氏湧川殿内（越来間切）
- 翁氏伊舎堂殿内（中城間切）
- 毛氏座喜味殿内（読谷山間切）
- 章氏佐久真殿内（北谷間切）
- 向氏宜湾殿内（宜野湾間切）
- 向氏浦添殿内（浦添間切）
- 向氏幸地殿内（西原間切）

### 島尻方（島尻郡）
- 向氏識名殿内（真和志間切）
- 馬氏小禄殿内（小禄間切）
- 毛氏豊見城殿内（豊見城間切）
- 向氏兼城殿内（兼城間切）
- 毛氏譜久村殿内（高嶺間切）
- 向氏真壁殿内（真壁間切）
- 向氏喜屋武殿内（喜屋武間切）
- 夏氏摩文仁殿内（摩文仁間切）
- 毛氏東風平殿内（東風平間切）
- 蔡氏具志頭殿内（具志頭間切）
- 玉城親雲上（玉城間切）
- 馬氏宮平殿内（南風原間切）
- 馬氏与那原殿内（大里間切）
- 向氏森山殿内（佐敷間切）
- 知念里主（知念間切）
- 向氏伊是名殿内（伊平屋島・伊是名島）
- 孟氏西平殿内（久米具志川間切）
- 毛氏富川殿内（久米仲里間切）

※『琉球藩臣家禄記』（1873年）より。太字は五大姓（向氏を除く）の大宗家（本家）。

## 脇地頭家
- 阿氏前川殿内（玉城間切前川村）
- 翁氏永山殿内（中城間切津覇村）
- 呉氏我那覇殿内 （豊見城間切我那覇村）
- 蔡氏儀間殿内（小禄間切儀間村）
- 向氏奥武殿内（玉城間切奥武村）
- 向氏嘉味田殿内（真和志間切真嘉比村）
- 向氏辺土名殿内（国頭間切辺土名村）
- 鄭氏湖城殿内（小禄間切湖城村）
- 東氏津波古殿内（佐敷間切津波古村）

※太字は五大姓（向氏を除く）の大宗家（本家）。